# La Campa
La Campa é uma cidade hondurenha do departamento de Lempira.